# Kiksja zgiętoostrogowa
Kiksja zgiętoostrogowa (Kickxia spuria (L.) Dumort.) – gatunek rośliny należący w zależności od ujęcia taksonomicznego do rodziny trędownikowatych, przetacznikowatych lub babkowatych. Inna nazwa zwyczajowa: lnica zgiętoostrogowa. We florze Polski antropofit zadomowiony, archeofit.

## Rozmieszczenie geograficzne
Występuje w zachodniej i południowej Europie oraz północnej Afryce. W Polsce po 1980 r. znana z dwóch stanowisk: Szczepanowice k. Wrocławia i Krzanowice k. Opola.

## Morfologia
ŁodygaRozesłana, owłosiona, do 60 cm długości.
LiścieZ zaokrągloną lub wyciętą nasadą, owłosione.
KwiatyGrzbieciste. Korona jasnożółta. Górna warga korony wewnątrz ciemnofioletowa. Ostroga zgięta. Szypułki kwiatowe owłosione.
OwoceTorebki.

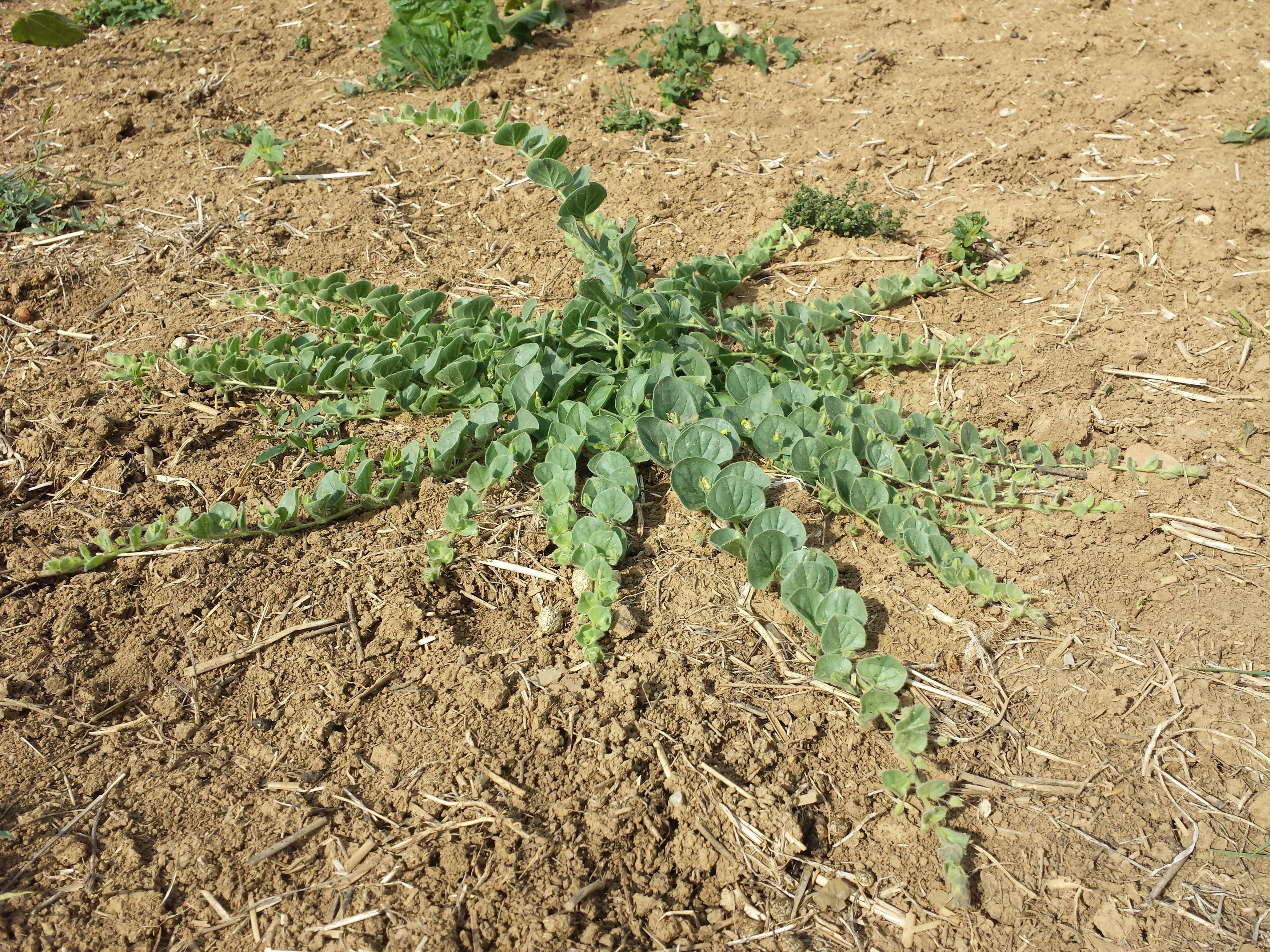
Pokrój
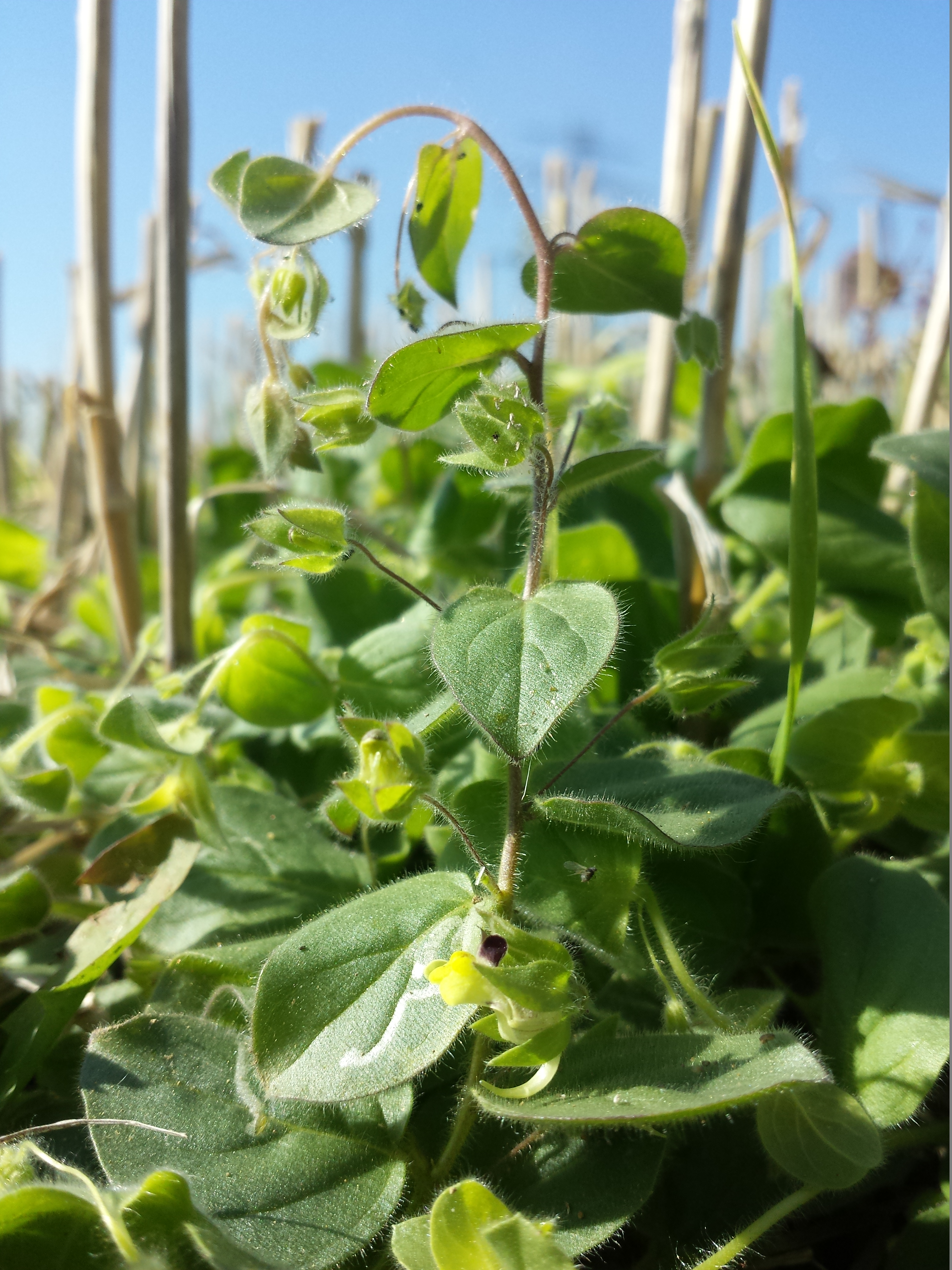
Kwitnący pęd
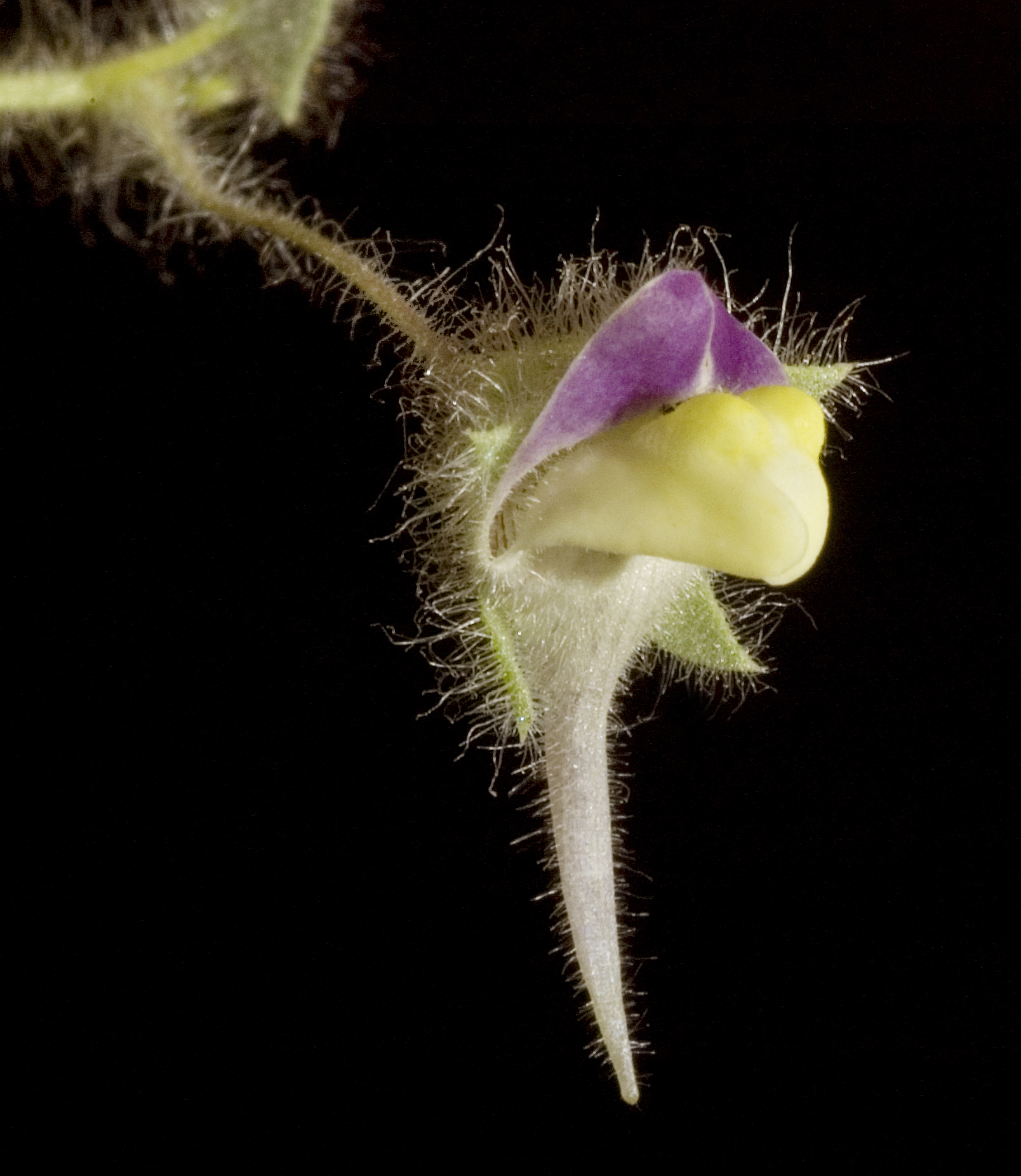
Kwiat
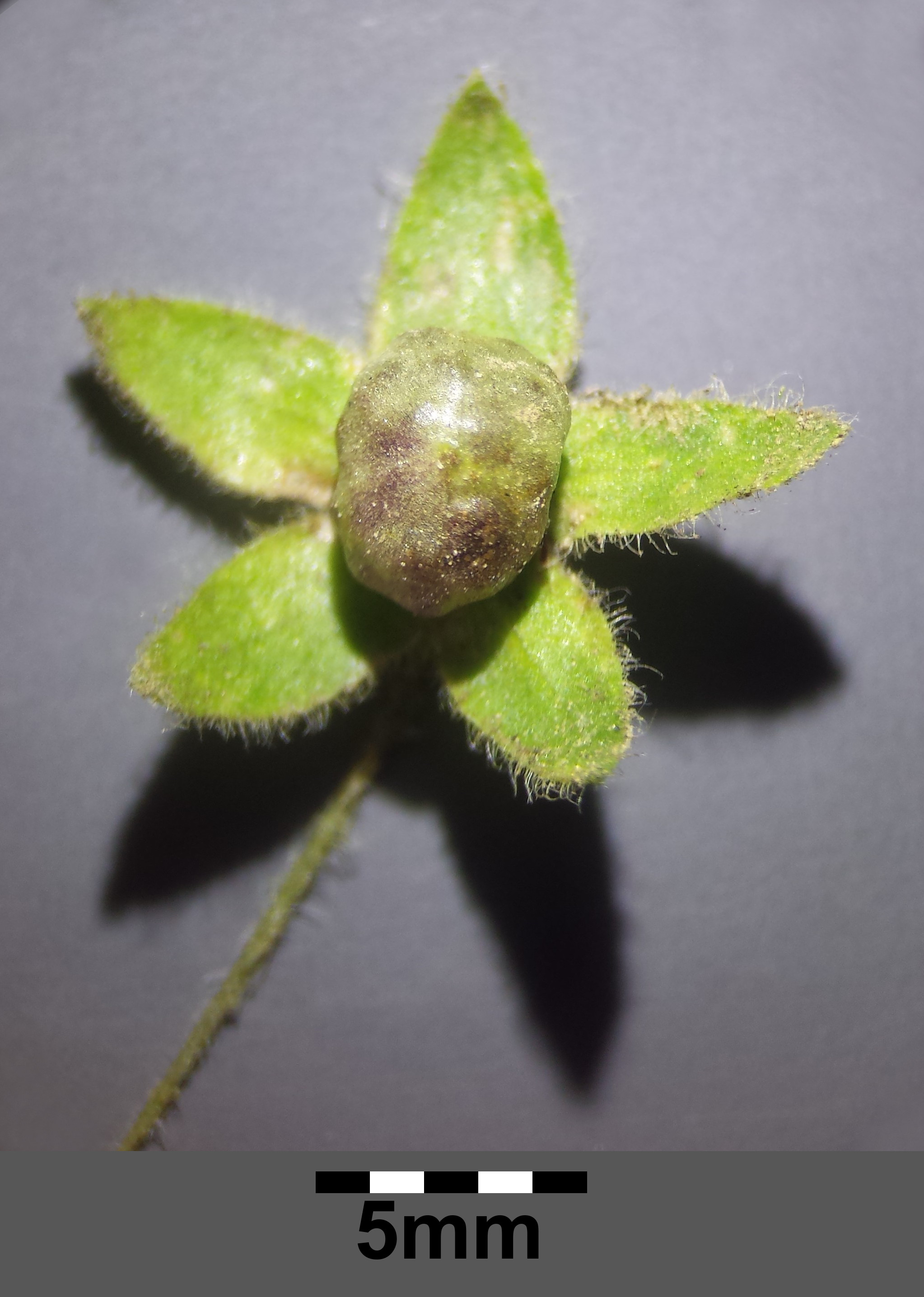
Owoc
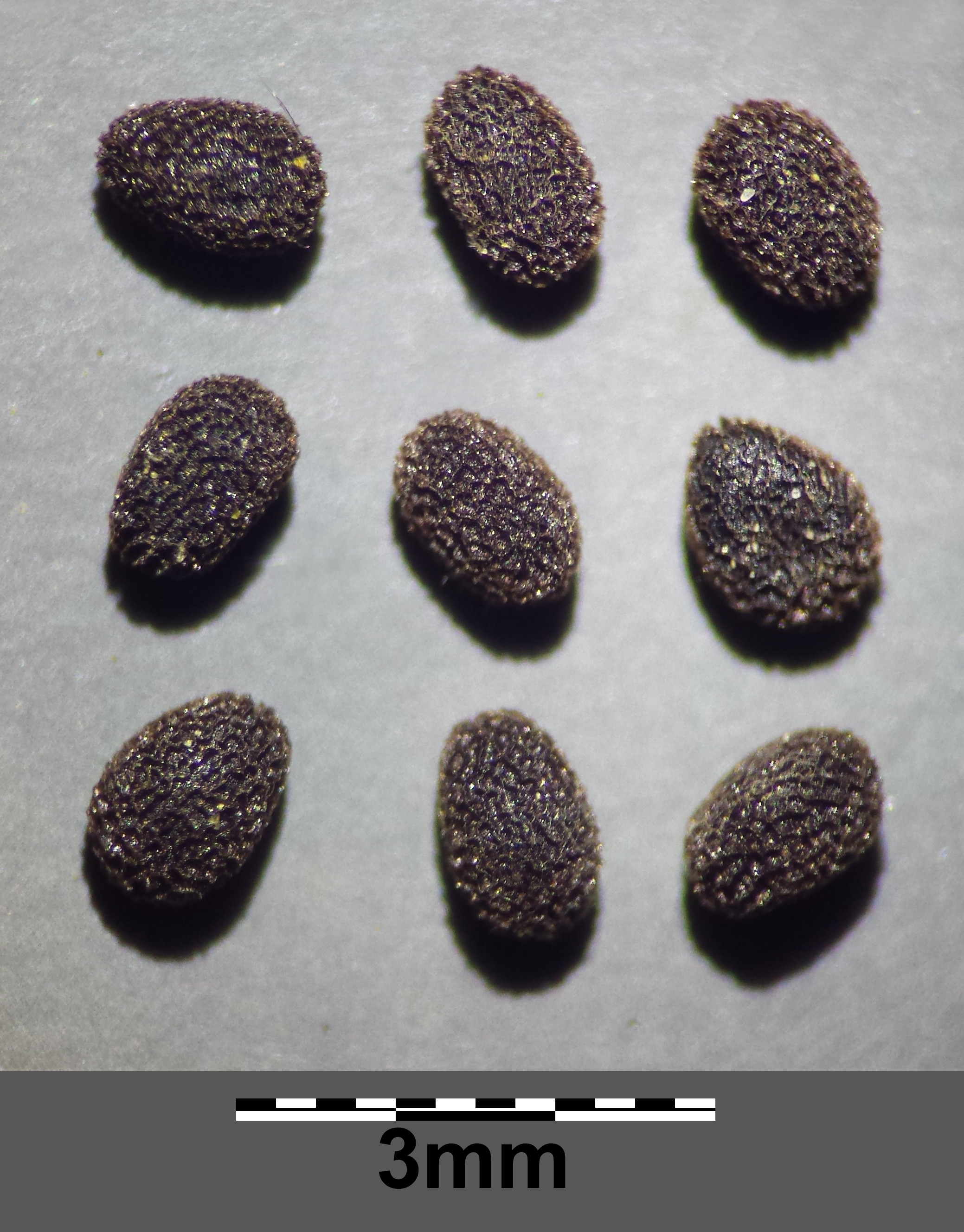
Nasiona

## Biologia i ekologia
Roślina jednoroczna. Jest chwastem pól uprawnych przywiązanym do rędzin. Gatunek charakterystyczny zespołu Kickxietum spuriae.

## Zagrożenia i ochrona
Roślina umieszczona na Czerwonej liście roślin i grzybów Polski (2006) w grupie gatunków wymierających, krytycznie zagrożonych (kategoria zagrożenia E). W wydaniu z 2016 roku otrzymała kategorię CR (krytycznie zagrożony).
Znajduje się także w Polskiej Czerwonej Księdze Roślin w kategorii CR (krytycznie zagrożony).